# Viggo Larsen
Jens Viggo Larsen (14. august 1880 i København – 6. januar 1957 smst) var en dansk filminstruktør, skuespiller, manuskriptforfatter og filmproducer. En af den tidlige stumfilms pionerer.
Han var oprindeligt uddannet sergent, men blev i 1905 ansat af Ole Olsen til at bestyre dennes Biograf-Theatret på Vimmelskaftet i København, og da Ole Olsen så året efter i 1906 stiftede Nordisk Film i Valby, flyttede Viggo Larsen med og blev som både filminstruktør og skuespiller til at være med i størstedelen af selskabets produktioner i de tidlige år mellem 1906 og 1909. Med få undtagelser var det ham der instruerede alle filmene i denne periode, i alt omkring 23 film blev det til, de fleste desuden med ham selv som hovedrolleskuespiller. I slutningen af 1909 blev Viggo Larsen opsagt fra Nordisk Film. Baggrunden var både økonomiske og kunstneriske uoverensstemmelser mellem ham og Ole Olsen, salget af film var vigende og Viggo Larsen viste ikke den krævede kunstneriske formåen eller udvikling. Efter Nordisk Film vendte han til Tyskland i 1910, hvor han i Berlin indspillede film og havde stor succes både som instruktør og skuespiller. Han  arbejdede for flere af de store tyske tidlige filmselskaber; Vitascope, Universum Film og i eget filmselskab: Treumann Larsen Film GmbH. Han forblev i Tyskland til efter 2. verdenskrig, men vendte tilbage til Danmark i 1945.
Han huskes af eftertiden især for hans rolle i "Løvejagten" (1907/1908), hvor han spiller den ene af de to vildtjægere.
Viggo Larsen var gift to gange, først den tyske skuespillerinden Wanda Treumann og senere med Karin Nielsen. Han døde den 6. januar 1957 og ligger begravet på Bispebjerg Kirkegård.

## Filmografi

### Som både instruktør og skuespiller
| - Anarkistens Svigermoder (som anarkisten; 1906) - Caros Død (1906) - Rivalinder (1906) - Violinistens Roman (1906) - Vitrioldrama (1906) - Den hvide Slavinde (som pigens forlovede; 1907) - Røverens Brud (1907) - Fyrtøjet (som soldaten; 1907) - Drengen med den sjette Sans (1907) - Angelo, Tyran fra Padua (1907) - Vikingeblod (1907) - En moderne Søhelt (1907) - Hævnet (som pigens kæreste; 1907) - Æren tabt alt tabt (1907) - Den glade Enke (1907) - Rosen (som frier; 1907) - Der var engang (som prinsen; instruktør Gustav Lund, 1907) - Flugten fra Seraillet (1907) - Kameliadamen (som Armand; 1907) - Løvejagten (som jæger; 1908) - Verdens Herkules (1908) - Trilby (1908) - Karneval (1908) - I Forbryderhænder (1908) - Et Folkesagn (1908) - Godsejerens Barnebarn (1908) - Alene i Verden (1908) - Vildmanden (1908) - Sherlock Holmes i Livsfare (som Sherlock Holmes; 1908) - Svend Dyrings Hus (som faderen 1908) - Testamentet (1908) | - Arvingen til Kragsholm (1909) - Den vanartede Søn (1909) - De to Guldgravere (1909) - Den graa Dame (som Sherlock Holmes; 1909) - Grevinde X (1909) - Droske 519 (som Sherlock Holmes, opdager; 1909) - Bjørnejagt i Rusland (1909) - Et Budskab til Napoleon paa Elba (som Napoleon; 1909) - Paul Wangs Skæbne (1909) - Faderen (1909) - Nat Pinkerton I (som Nat Pinkerton; 1909) - Nat Pinkerton II (som Nat Pinkerton; 1909) - Madame sans Gene (som Napoleon; 1909) - Pat Corner (1909) - Barnet som Velgører (som vagabonden; 1909) - Dødsspringet (1910) - Den gule Djævel (1910) - Duellen (1910) - Sangerindens Diamanter (som Sherlock Holmes; 1910) - Eksplosionen i den store Kulgrube (1911) - Kinomann kauft eine Gartenbank (instruktør Axel Breidahl, 1912 – Tyskland) - Maison Fifi (1915 – Tyskland) - Peters Held (Viggo Larsen) - Sherlock Holmes II (som Sherlock Holmes; Viggo Larsen) - Die Geliebte des Chinesen (1911 – Tyskland) - Die Weiße Sklavin - 3. Teil (1911 – Tyskland) - Madame Potiphar (1911 – Tyskland) - Opfer der Untreue (1911 – Tyskland) | - Die Abenteuer von Lady Glane (1912 – Tyskland) - Der Eid des Stephan Huller (som Boss Huller; 1912 – Tyskland) - Gauklerblut (1913 – Tyskland) - Die Sumpfblume (1913 – Tyskland) - Motiv unbekannt - Das Drama einer Ehe (1913 – Tyskland) - Frida (1914 – Tyskland) - Das Kriegslied der Rheinarmee (som Rouget de Lisle; 1914 – Tyskland) - Kate (1914 – Tyskland) - Die Ahnfrau (1914 – Tyskland) - Karlas Tante (1915 – Tyskland) - Das Abenteuer einer Ballnacht (1916 – Tyskland) - Los vom Manne! (1917 – Tyskland) - Lehrer Matthiesen (som Lehrer Matthiesen; 1917 – Tyskland) - Die Kunst zum Heiraten (1917 – Tyskland) - Frank Hansens Glück (1917 – Tyskland) - Das Nachträtsel (som doktor Lassow; 1917 – Tyskland) - Rotterdam - Amsterdam (som detektiv Holm; 1918 – Tyskland) - Bräutigam auf Aktien (som Baron Hans Eberhard von Weininger; 1918 – Tyskland) - Die Blaue Mauritius (1918 – Tyskland) - Der Sohn des Hannibal (1918 – Tyskland) - Der Mann mit den sieben Masken (som Hochstapler Niklas Györki; 1918 – Tyskland) - Der Todbringer (1919 – Tyskland) - Die Edelsteinsammlung (1919 – Tyskland) - Die Diamanten des Zaren (som Victor Mellenthin; 1919 – Tyskland) - Argus X (1919 – Tyskland) - Der Fürst der Diebe und seine Liebe (1919 – Tyskland) - Rote Spuren (1921 – Tyskland) |

### Som instruktør
| - En ny Hat til Madammen (1906) - Professorens Morgenavis (1906) - Den glade Enke (1906) - En Foræring til min Kone (1906) - Røverhøvdingen (1906) - Fiskerliv i Norden (1906) - Tryllesækken (1907) - Happy Bob som Tjener (1907) - Happy Bob som Frier (1907) - Happy Bob som Cyklist (1907) - Happy Bob som Bokser (1907) - Happy Bob paa Rottejagt (1907) - Happy Bob paa Keglebane (1907) - Gaardmandssøn og Husmandsdatter (1907) - Texas Tex (1907) - Tantes Fødselsdag (1907) - Den sorte Maske (1907) - Lykkens Galoscher (1907) - Isbjørnejagt (1907) - Baby paa Laanekontoret (1907) - Falliten (1907) - Hjortens Flugt (1907) - Fra Bagdad (1907) - Skipperens Datter (1907) - Haanden (1907) - Kaliffens Æventyr (1908) - Den falske Generaldirektør (1908) - Den Blinde (1908) - Othello (1908) - Lille Hanne (1908) - Natten før Christians Fødselsdag (1908) - Motorcyklisten (1908) - Møllen (1908) | - Barn i Kirke (1908) - Hans og Trine (1908) - Dansen paa Koldinghus (1908) - Pierrot og Pierette (1908) - La Tosca (Viggo Larsen) - Capriciosa (1909) - Apache Dans (1909) - Armbaandet (1909) - Wilhelm Tell (1909) - Magdalene (1909) - En Kvinde af Folket (1909) - Hævnen (1909) - Anarkister ombord (1909) - Dr. Nikola - Lamaklostrets hemmeligheder (1909) - Dr. Nikola - Den skjulte Skat (1909) - Heksen og Cyklisten (1909) - Spionen (1909) - Revolutionsbryllup (1910) - Wie Axel ein Kostüm bekam (1914 – Tyskland) - Alkymistens Datter (Viggo Larsen) - Journalisten som Sjover (Viggo Larsen) - Sherlock Holmes III (Viggo Larsen) - To Børn paa Landevejen (Viggo Larsen) - Dr. Nikola II (Viggo Larsen) - Die Pulvermühle (1910) - Arsène Lupin contra Sherlock Holmes (1910) - Entsühnt (1910) - Liebesdurst (1910) - Sein letzter Seitensprung (1918) |

### Som skuespiller
sandsynligvis er han selv instruktør på de fleste af de tidlige film med ubekendt instruktør
| - Kærlighed i Orienten (ubekendt instruktør) - Ørneægget (ubekendt instruktør) - Sømandsliv (ubekendt instruktør) - Syndens Sold (ubekendt instruktør) - Ridderen af Randers Bro (ubekendt instruktør) - Præstens Sønner (ubekendt instruktør) - En Opstandelse (ubekendt instruktør) - Lægens Offer (ubekendt instruktør) - Feens Rose (ubekendt instruktør) - Vergebens (som Verlobte; 1911 – Tyskland) - Ihr Jugendfreund (1911 – Tyskland) - Die Perle des Orients (som Maharadscha von Shivaji; 1921 – Tyskland) - Der Wahn des Philipp Morris (1921 – Tyskland) - Das Mädchen ohne Gewissen (1922 – Tyskland) - Die Dame und der Landstreicher (1922 – Tyskland) - Das Feuerschiff (1922 – Tyskland) - Orient - Die Tochter der Wüste (som Bob, Russins Freund; 1924 – Tyskland) - Die Puppenkönigin (1925 – Tyskland) | - Die Elf Schill'schen Offiziere (1932 – Tyskland) - Sie oder Sie (som Wirt zu Goldenen Sonne; 1935 – Tyskland) - Nach dem Klingeln - Bitte drücken (som Ein Nachbar; 1935 – Tyskland) - Alle Tage ist kein Sonntag (1935 – Tyskland) - Die Unheimliche Helene (som Professor Hartmann; 1936 – Tyskland) - Stärker als Paragraphen (1936 – Tyskland) - Aufmachen, Kriminalpolizei (som Emil Borstel; 1936 – Tyskland) - Togger (som Journalist bei der Ministerkonferenz; 1937 – Tyskland) - Ruhe ist die erste Bürgerpflicht (som Der Junggeselle; 1937 – Tyskland) - Die Gelbe Flagge (som Mexikanischer Ständchensänger; 1937 – Tyskland) - Mordsache Holm (som Kriminalinspektor Haakonsen; 1938 – Tyskland) - Schüsse in Kabine 7 (som Der Erste Schiffsoffizier; 1938 – Tyskland) - Schatten über St. Pauli (som Kapitän Larsen; 1938 – Tyskland) - Inspektor Warren wird bemüht (1939 – Tyskland) - Die Geliebte (som Diener; 1939 – Tyskland) - Clarissa (som Bankangestellter Stammler; 1941 – Tyskland) - G.P.U. (som Andersen, Hausmeister bei Olga in Göteborg; 1942 – Tyskland) - Diesel (som Ein Professor; 1942 – Tyskland) |

### Som manuskriptforfatter
- Anarkistens svigermor (1906)
- Droske 519 (1909)
- Den graa Dame (1909)
- Wie Axel ein Kostüm bekam (1914 – Tyskland)
- Die Pulvermühle (1910 – Tyskland)
- Die Geliebte des Chinesen (1911 – Tyskland)
- Die Abenteuer von Lady Glane (1912 – Tyskland)
- Der Eid des Stephan Huller (1912 – Tyskland)